# وادي الجوز

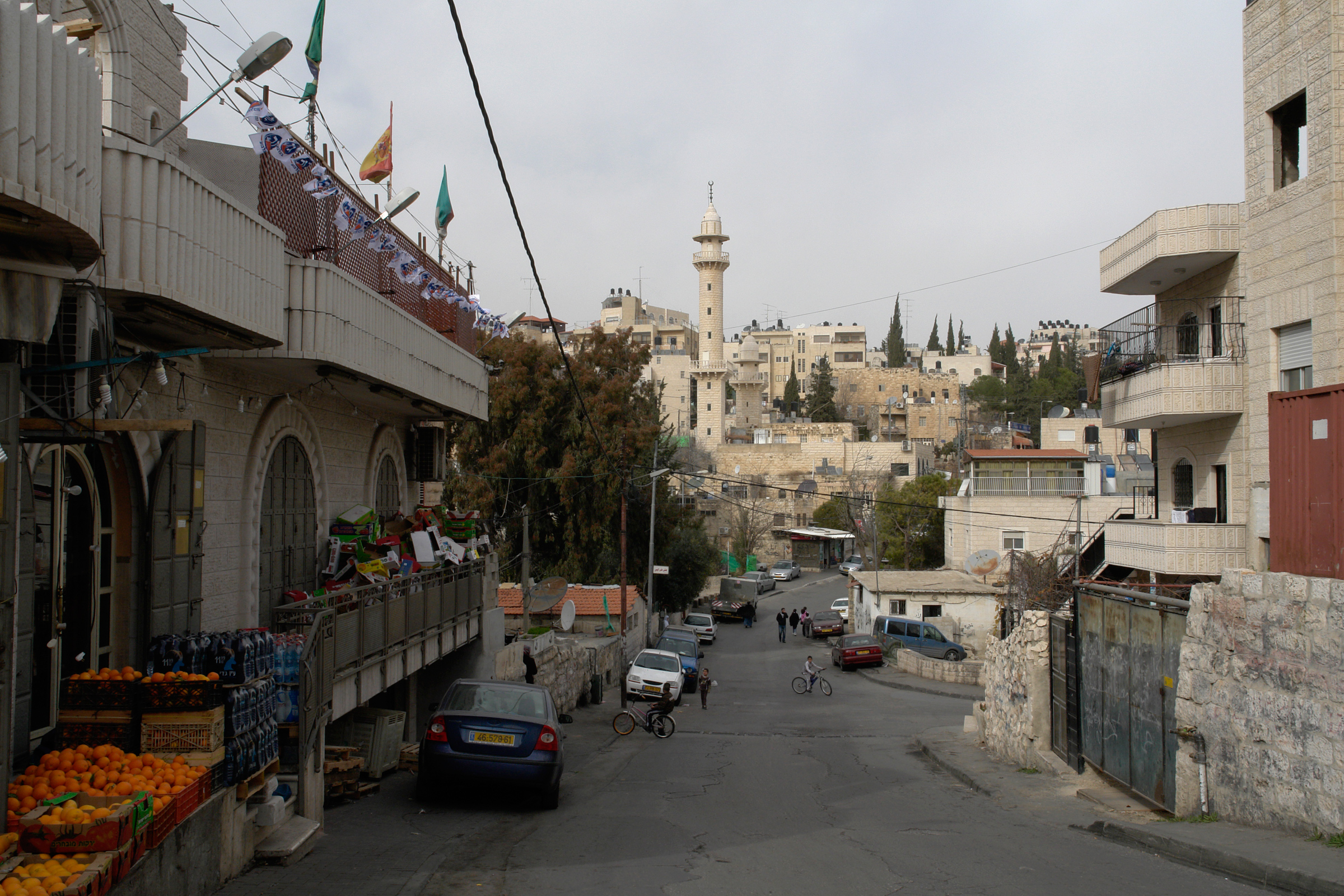
شارع في وادي الجوز

وادي الجوز حي مقدسي - فلسطيني في محافظة القدس وهو في الجانب الشرقي لمدينة القدس تتكون المنطقة من عدد من الأحياء الثانوية: من الشرق حي وادي الجوز الذي يقع في المسار الشمالي لوادي النار (وادي كدرون)، من الشمال- الغرب حي الحسيني (لاحقا سُميَ بالحي الأمريكي)، من الجنوب- الغرب حي المسعودية (المصرارة الشرقية) وفي الوسط حي باب الساهرة (الحي الذي يقع خارج باب الساهرة). ويحد الحي من الشرق الصوانة وجبل الزيتون، ومن الشمال والشمال الغربي الشيخ جراح، ومن الغرب خط وقف اطلاق النار الذي قسم القدس في الاعوام 1949-1967 بين إسرائيل والأردن الخط الأخضرالذي وقع تحت الاحتلال الإسرائيلي في حرب 1967. ويعدّ الآن من الأحياء الهامة في القدس الشرقية.

## خلفية تاريخية
سميت وادي الجوز بهذا الاسم نسبة لشجر الجوز الذي فيها والتي تشتهر به حتى الزمن الحالي. «كان حي وادي الجوز حتى نهاية القرن التاسع عشر أراضٍ أميرية وهي أراضٍ تابعة للحكومة العثمانية يقوم أفراد بزراعتها. وقد كان الحقّ في الزراعة في تلك الأراضي يتوارث من جيل لآخر داخل العائلات. وقد كانت بعض العائلات الفلسطينية الغنيّة تقضي فصل الصيف في رعاية أراضيها في تلك المنطقة ومن ثم لاحقًا في بدايات القرن العشرين بدأت بعض العائلات بالانتقال للعيش في وادي الجوز بشكل دائم. نظرًا لقربها من البلدة القديمة ولامتلاكها مساحات مفتوحة واسعة التجأ إلى وادي الجوز العديد من اللاجئين والمهاجرين الريفيين منذ نكبة عام 1948. وقد تم احتلال وادي الجوز مع الجزء الشرقي للمدينة الذي احتل عام 1967 ومن ثم ضُمّ لاحقاً لنفوذ بلدية الاحتلال في القدس التي قامت بتصنيف المنطقة على أنها» مناطق خضراء«. وقد أعاق هذا التصنيف إلى درجة كبيرة إمكانية التطوير العمراني والتجاري في المنطقة وساهم في انخفاض قيمة العقارات فيها. وقام رئيس بلدية القدس (الفلسطينية) الأخير ربحي الخطيب بنقل المنطقة الصناعية من شارع نابلس إلى وادي الجوز وذلك بهدف توسيع محطة الباص المركزية التي كانت موجودة هناك. شهد وادي الجوز انتعاشًا اقتصاديًا في بداية الثمانينات عندما بدأ عدد من أصحاب الكراجات ومحلات تصليح السيارات بفتح محلاتهم فيها إذ جذبتهم معدلات الإيجار المنخفضة نسبيًا. شارك أهالي وادي الجوز في الانتفاضة الأولى وأغلق العديد محلاتهم التجارية ضمن خطوات الإضراب وإظهار العصيان المدني. في الفترة ما بين عام 2000 وعام 2004 تأثر الوضع الاقتصادي للمنطقة الصناعية في وادي الجوز بعد اندلاع الانتفاضة الثانية وصعوبة وصول الزبائن والمشترين من القرى المحيطة بالقدس.».

## الحياة الإجتماعية والإقتصادية
تتركز في منطقة وادي الجوز الحياة التجارية والصناعية في القدس الشرقية الذي يسمى مركز المصالح التجارية الرئيسي الشرقي.
يعدّ وادي الجوز مركزًا صناعيًا واقتصاديًا في القدس المحتلة ولكنه يحوي عددًا محدودًا من أنواع الصناعات أغلبها تقع ضمن خانة تصليح السيارات. وتوجد هناك بعض المحلات التجارية والمطاعم ومكاتب لمؤسسات دولية. إلا أنه بعد انتهاء الانتفاضة الأولى ترك الكثير من الزبائن الفلسطينيين المنطقة الصناعية وأصبحوا يذهبون إلى مناطق صناعية أكبر وأكثر تطورا في الضفة الغربية.

## الأماكن الأثرية والتاريخية
المقبرة الإسلامية اليوسفيه: وهي المقبرة المحاذية للسور الشمالي الشرقي للبلدة القديمة، غالبية سكان وادي الجوز يدفنون في هذه المقبرة بعد قيامهم بشراء أجزاء منها.
قصر الشيخ- شيد هذا المبنى على يد محمد الخليلي، مفتي القدس في بدايات القرن ال-18 . ُ في الوقت الحاضر هذا المبنى مهجور ومهمل ويقع بجانب حديقة روكفلر. متحف روكفلر للاثار- بني في سنوات الثالثين من القرن المنصرم. يوجد به آثار أكتشفت أثناء الحفريات التي كانت في الفترة البريطانية، بالإضافة إلى مجموعة صور ُفذت في البلاد في العقود الأولى من القرن للمواقع الاثرية، وتوثيق للحفريات الاثرية اوائل القرن العشرين. وضع بالقرب من المتحف والمقبرة الاسالمية نصب تذكاري للجندي الأردني المجهول، والذي أقيم تخليدا لذكرى مقاتلي الفيلق الأردني الذين سقطوا في حرب 1967 . قامت الاوقاف الاسالمية ببناء النصب التذكاري، وذلك بعد انتهاء الحرب وبإذن السلطات 9 تقوم السفارة الأردنية سنويا في شهر حزيران\ يونيو بمراسم بالقرب من اإلسرائيلية. النصب وتدعو إليه الكثير من الشخصيات البارزة.

## المساحة والسكان
بحسب التعداد السنوي للقدس، التابع لمعهد القدس للدراسات الإسرائيلية، في عام 2008 سكن في الحي 357,8 نسمة، معطيات سنة 2012 تشمل حي وادي الجوز والشيخ جراح في منطقة إحصائية واحدة، لكن التقديرات تشير إلى أنه في عام 2008 وبحسب هذا التقسيم سكن في الحي 12,800 نسمة. بحسب تقديرات السكان يعيش في الحي اليوم ما يقارب 15,000نسمة. يشير التعداد األول في عام 1967، والذي أجري إبان الحرب بأن 3,264 نسمة سكنت في حي وادي الجوز. بعد 47 عام زاد عدد السكان ليصل إلى 9,700، أي زيادة بنسبة %197 .نسبة هذه الزيادة منخفضة إذا ما قورنت في المجتمع العربي بشرق القدس والتي تصل إلى %346 .من خلال الجدول يمكن ملاحظة أن خلال العشرين سنة الأولى ُذكر في منطقة وادي الجوز. لكن الزيادة بعد عام 1967 لم يكن هناك زيادة سكانية الزيادة السكانية حصلت في الفترة الواقعة بين 1987 -1997 والذي فيها تضاعف عدد السكان. بين السنوات 2007-1997 كانت هناك زيادة تصل إلى 2000 نسمة في الحي.

في العقد الاخير انخفضت وتيرة الزيادة، ويعود ذلك كما يبدو إلى قلة وجود الأراضي المخصصة للبناء. وحدت المناطق الاحصائية خلال العقد الاخير لتشمل الشيخ جراح ووادي الجوز، عدد السكان في عام 2013 بحسب سنة 2013 لكال الحيين وصل إلى 17,110نسمة. حي وادي الجوز وحي الشيخ جراح يصنفان في الدرجة الرابعة من 20(الدرجة الدنيا هي 1 والعليا 20)من حيث المستوى الاجتماعي والاقتصادي وذلك بحسب معطيات الدائرة المركزية لإلحصاء عام 2008 .تجدر الإشارة إلى أن حي الشيخ جراح يعتبر مستواه أعلى من وادي الجوز.

## المؤسسات
- الكلية الإبراهيمية